# Madelen Janogy
Madelen Fatimma Maria Janogy est une footballeuse internationale suédoise née le 12 novembre 1995. 

## Biographie

### En équipe nationale
Le 16 mai 2019, elle figure parmi la liste des 23 joueuses retenues au sein de l'équipe de Suède, afin de disputer la Coupe du monde 2019 organisée en France ; les Suédoises terminent troisièmes du tournoi.

## Palmarès

### En club

#### AvecPiteå IF
- Vainqueur du championnat de Suède en 2018

#### AvecVfL Wolfsburg
- Championne d'Allemagne en 2020
- Vainqueur de la Coupe d'Allemagne en 2020

### En sélection
- Coupe du monde
  - Troisième en 2019